# Classe Pohjanmaa
La classe Pohjanmaa è una serie di quattro corvette multiruolo progettate per la marina militare finlandese, presso la quale entreranno in servizio a partire dal 2028. Le quattro unità sono il frutto del programma "Squadron 2020" (in finlandese "Laivue 2020") e andranno a sostituire sei unità attualmente in servizio presso la forza armata (le quattro motocannoniere missilistiche classe Rauma e i due posamine classe Hämeenmaa) nonché un'unità radiata nel 2013 (il posamine Pohjanmaa). Assieme alle quattro motocannoniere missilistiche classe Hamina, le unità classe Pohjanmaa costituiranno il nerbo della piccola marina nordica.
Saranno costruite dalla finlandese Rauma Marine Constructions per quanto riguarda scafo e impianto propulsivo, e dalla svedese Saab per quanto riguarda i sistemi imbarcati.
Il programma ha un costo stimato di 1.32 miliardi di euro.

## Storia del progetto
La fase preliminare del progetto Squadron 2020 venne lanciata nel 2008. Inizialmente fu valutata la possibilità di costruire una specifica classe di navi per ciascuno dei compiti in esso elencati (ASUW, ASW, difesa antiaerea, posamine e pattugliamento della ZEE) ma questo approccio venne presto abbandonato perché ci si rese conto che la marina militare finlandese non disponeva delle risorse umane ed economiche che sarebbero state necessarie per armare e mantenere in servizio un numero così cospicuo di navi. Si decise pertanto di progettare e costruire una classe di corvette multiruolo che venne chiamata Pohjanmaa (nome finlandese col quale è indicata la regione dell'Ostrobotnia) in grado di svolgere contemporaneamente tutti i compiti. Nel 2015 iniziò la fase progettuale vera e propria, mentre la firma dei contratti di costruzione, inizialmente prevista per l'inizio del 2019, è stata posticipata di sei mesi a causa delle imminenti elezioni politiche finlandesi ed è avvenuta il 26 settembre 2019. Il taglio della prima lamiera della capoclasse è previsto per il 2022, con consegna per il 2025. Entro il 2028 tutte e quattro le unità dovrebbero essere in servizio attivo.

## Caratteristiche tecniche

### Design
Lo scafo della classe Pohjanmaa presenta spiccate caratteristiche stealth ed è rinforzato in modo da poter operare anche in condizioni di mare ghiacciato. La sua lunghezza è di 105 metri, con un dislocamento di 3300 tonnellate. A poppa è presente un hangar telescopico in grado di ricoverare un elicottero o un UAV. La nave ha un'autonomia di circa 3500 miglia nautiche e una velocità massima superiore a 26 nodi.
L'equipaggio è composto da circa 70 effettivi, anche se ogni nave è predisposta per imbarcare fino a un massimo 120 marinai, a seconda della missione da svolgere.

### Sensori
Gli occhi della classe Pohjanmaa sono i due radar Sea Giraffe della Saab.
Il radar Sea Giraffe-4A è un radar multiruolo a quattro facce fisse a medio raggio, operante in banda S, in grado di fornire una rappresentazione in 3D di bersagli navali ed aerei. Il radar Sea Giraffe-1X, operante in banda X, è invece concepito come radar antiaereo a breve raggio.
Il controllo di tiro è affidato al radar optronico CEROS 200, sempre realizzato dalla Saab in grado di indirizzare le armi della nave anche verso i missili antinave viaggianti a pelo d'acqua e le minacce asimmetriche che possono presentarsi in scenari di combattimento costieri, come ad esempio i barchini esplosivi.
A poppa è presente un sonar filabile rimorchiato per rilevare minacce sottomarine, mentre quattro dispositivi MASS disposti lungo lo scafo permettono alla nave di nascondersi da sensori ostili.
Tutti i sensori della nave sono controllati dal sistema di combattimento Saab 9LV, presente anche sulle motocannoniere missilistiche classe Hamina.

### Armamenti
I sistemi di artiglieria della classe Pohjanmaa sono articolati sul cannone Bofors da 57mm e sulle due mitragliere NSV da 12,7mm, impiegabili sia per il fuoco di superficie che per l'autodifesa ravvicinata da attacchi aerei. La componente missilistica è invece incentrata su di un lanciatore a 32 celle per missili antiaerei ESSM Sparrow aventi una gittata di 50 km e su 8 lanciatori per missili israeliani Gabriel mk-5, accreditati di una gittata compresa tra 200 e 400 km e impiegabili sia contro bersagli navali che terrestri. Completano l'arsenale della nave due tubi lanciasiluri per siluri leggeri Saab-47 e un numero non ancora definito di mine navali.

## Controversie
Le dimensioni e il dislocamento rendono queste navi le più grandi costruite in Finlandia dai tempi delle corazzate costiere Ilmarinen e Väinämöinen, impostate nel 1927. Questo ha suscitato polemiche, sia da parte di chi sostiene che si tratti di una classe di fregate leggere piuttosto che di corvette sia da chi sostiene che le loro dimensioni e le loro capacità nascondano la volontà del governo finlandese di impiegarle più in missioni internazionali che per la sicurezza delle acque costiere finlandesi.
A queste critiche ha risposto l'ammiraglio Jori Harju, comandante della Marina militare finlandese, sostenendo che il discrimine tra fregata e corvetta non siano tanto la dimensione o il dislocamento, quanto piuttosto la vocazione della prima ad operare in alto mare mentre la seconda opera in acque costiere, e che le navi di classe Pohjanmaa pur essendo di dimensioni maggiori a causa della necessità di dotarle di tutti i sistemi e gli armamenti necessari a completare l'ampia gamma delle missioni loro assegnate (in particolar modo il dispiegamento di mine), siano state specificatamente progettate per operare nelle acque costiere finlandesi.